# شاندرا (أنجوان)
شاندرا هي قرية تقع في جزيرة أنجوان في جزر القمر. بلغ عدد سكانها 3,511 نسمة حسب إحصاء عام 1991. و6,179 في تقدير عام 2009.